# Suranand Vejjajiva
Suranand Vejjajiva, (10 de mayo de 1961). Político tailandés. Uno de los líderes del partido político Thai Rak Thai.
Graduado en administración de empresas en la Universidad de Chulalongkorn, Máster en relaciones internacionales por la Universidad de Columbia y Bachelor of Arts en el Williams College de Williamstown, Massachusetts.
Miembro de la Asamblea Nacional de Tailandia desde 2001. Fue ministro adjunto al primer ministro durante el gobierno de Thaksin Shinawatra hasta el 2 de abril de 2006 en que ejerció únicamente sus funciones como portavoz del Thai Rak Thai.
Después del golpe de Estado de 2006, abandonó el partido junto a la mayoría de dirigentes, ante la amenaza de su ilegalización que se concretó poco después.
En 2007 se integró en la nueva formación política de corte centrista, Por la Tierra Natal, que se presentó a las elecciones de 2007 quedando como tercera fuerza en número de votos y cuarta en número de escaños en la Cámara de Representantes.